# NGC 1768
NGC 1768 ist die Bezeichnung eines offenen Sternhaufens im Sternbild Dorado. Das Objekt wurde am 3. Oktober 1826 von James Dunlop entdeckt.